# Bầu cử tổng thống Belarus 2015
Bầu cử tổng thống Belarus năm 2015 diễn ra ngày 11 tháng 10, là cuộc bầu cử tổng thống thứ năm kể từ năm 1991, nhằm chọn ra tổng thống cho nhiệm kỳ năm năm 2016-2020. Kết quả sơ bộ cho thấy tổng thống đương nhiệm Aliaksandr Lukašenka về nhất với gần 84% số phiếu hợp lệ. Như vậy ông đã tái đắc cử lần thứ năm liên tiếp và sẽ tiếp tục tại chức trong vòng 5 năm tới.

## Các ứng cử viên
Để ghi danh tham gia tranh cử, mỗi ứng viên phải thu thập ít nhất 100.000 chữ ký cử tri ủng hộ theo yêu cầu. Có tám ứng cử viên đã ghi danh sơ bộ bao gồm: tổng thống đương nhiệm Aliaksandr Lukashenka, Chủ tịch Đảng cánh tả Belarus Sergey Karyalkin, Chủ tịch Đảng Tự do Sergey Gaidukevich, Nhà hoạt động xã hội Tatsiana Karatkevich, Chủ tịch Đảng Công dân Anatoly Gebedko, nhà kinh tế học Viktor Tereshchenko, nhà giáo Zhanna Romanovskaya và Chủ tịch Đảng Ái quốc Belarus Nikolai Ulakhovich.
Mặc dù có 5 ứng cử viên có nhiều hơn số chữ ký yêu cầu (Lukashenka, Ulaikhovich, Gaidukevich, Tereshchenko và Karatkevich) nhưng phần lớn các chữ ký mà Tereshchenko thu thập đệ trình bị tuyên không hợp lệ. Vì vậy chỉ có 4 ứng viên đủ điều kiện tham gia bầu cử chính thức.
| Ứng cử viên | Chính đảng                                    | Nhóm vận động | Nhóm vận động       | Tổng số chữ ký | Số chữ ký hợp lệ |
| Ứng cử viên | Chính đảng                                    | Thành viên    | Trưởng nhóm         | Tổng số chữ ký | Số chữ ký hợp lệ |
| --- | --------------------------------------------- | ------------- | ------------------- | -------------- | ---------------- |
| Alexander Lukashenko | Không đảng phái                               | 10.577        | Mikhail Orda        | 1,761,145      | 1,753,380        |
| Nikolai Ulakhovich | Đảng Ái quốc Belarus                          | 1.426         | Mikhail Vobrazaw    | 159,805        | 149,819          |
| Sergei Gaidukevich | Đảng Dân chủ Tự do                            | 2.481         | Anatoly Khishchanka | 140,735        | 139,877          |
| Tatsiana Karatkevich | Phong trào Trưng cầu Ý dân                    | 1.993         | Andrei Dmitriev     | 107,299        | 105,278          |
| Viktor Tereshchenko | Không đảng phái                               | 946           | Oleg Nestsyarkov    | 130,404        | 6,699            |
| Sergey Kalyakin | Đảng Cánh tả Belarus "Một Thế giới Công bằng" | 1.510         | Valery Ukhnaliou    | 48             | 0                |
| Anatoly Lebedko | Đảng Công dân Thống nhất Belarus              | 977           | Viktor Kornienko    | –              | 0                |
| Zhanna Romanovskaya | Không đảng phái                               | 110           | Eugene Naporko      | 780            | 0                |
| Nguồn: Nasha Niva, CEC Lưu trữ ngày 11 tháng 10 năm 2016 tại Wayback Machine, Belta Lưu trữ ngày 24 tháng 9 năm 2015 tại Wayback Machine |                                               |               |                     |                |                  |

## Vận động tranh cử
Chính quyền Belarus cho phép các phe phái tổ chức tuần hành tự do nhằm phục vụ tranh cử tại thủ đô Minsk một ngày trước ngày bầu cử, tuy nhiên các cuộc biểu tình sau bầu cử sẽ bị cấm hoàn toàn. Một ngày trước bầu cử, nữ nhà văn đoạt giải Nobel Văn Học người Belarus, Svetlana Alexievich, cảnh báo châu Âu nên cẩn trọng với chính quyền "độc tài mềm" của Lukashenka trước khi quyết định dỡ bỏ hạn chế thương mại với nước này.

## Sự kiện chính trị
Vài ngày trước bầu cử, tổng thống Lukashenka đã ban hành lệnh ân xá, tha tù trước thời hạn cho chín nhân vật đối lập. Phái đoàn quan sát bầu cử thuộc Tổ chức An ninh và Hợp tác châu Âu (OSCE) hoan nghênh động thái này. Thủ trưởng cơ quan này, ông Kent Hasted, cho biết: "Việc thả các tù nhân chính trị và thái độ hoan nghênh các quan sát viên quốc tế cho thấy có những dấu hiệu tích cực từ phía Belarus. Tuy vậy, liệu rằng điều này có mang đến một tiến trình bầu cử cởi mở hay không còn chưa rõ".

## Diễn biến
Cộng đồng các Quốc gia Độc lập (CIS) đã cử đến Belarus 312 quan sát viên chính thức đến từ các nước Armenia, Azerbaijan, Kazakhstan, Kyrgyzstan, Moldova, Nga, Tajikistan, Turkmenistan, Uzbekistan và các cơ quan thành viên như Hội đồng Liên Nghị viện CIS (IPA-CIS), Hội đồng Nghị viện Nhà nước Liên bang Belarus và Nga và Ủy ban Hành pháp Belarus.
Phái đoàn quan sát từ Cơ quan Các tổ chức Dân chủ và Nhân quyền (ODIHR) của OSCE gồm 40 thành viên, do Jacques Fraure dẫn đầu. Ông Kent Harstedt từ OSCE nhận xét cuộc bầu cử vẫn còn tồn tại một số "vấn đề nghiêm trọng" đặc biệt là quá trình kiểm phiếu. "Rõ ràng là Belarus vẫn còn lâu mới được những cam kết dân chủ như đã hứa".
Có trường hợp cử tri bị ép buộc tham gia bầu cử trước thời hạn, chủ yếu sinh viên đại học và công chức nhà nước. Nhóm "Người bảo vệ Nhân quyền vì Tự do Bầu cử" cũng ghi nhận tình trạng báo cáo khống số cử tri đi bầu và sự can thiệp vào công tác quan sát viên tại điểm bầu cử.
Trong ngày bầu cử, các quan sát viên độc lập ghi nhận khá nhiều vi phạm về công tác tổ chức. Tại Barysaw, chủ tịch ủy ban bầu cử huyện đã gọi điện thoại cho ai đó rồi mới công bố kết quả bầu cử. Các nhà quan sát cho biết, sau cuộc điện thoại này, số phiếu bầu cho ứng cử viên đối lập Karatkevich được công bố giảm đi đáng kể, từ 219 xuống còn 77. Tại điểm bầu cử số 24 ở Salihorsk, nhà chức trách khai có 1.190 cử tri đi bỏ phiếu tại đây, trong khi các quan sát viên độc lập chỉ đếm được 808 cử tri. Tình trạng tương tự cũng xảy ra ở Babruysk, với 3 phòng bỏ phiếu có số lượng cử tri đi bầu được công bố chênh lệch hàng trăm so với con số ghi nhận từ các nhà quan sát. Nhà quan sát cũng không được phép vào xem quá trình kiểm phiếu.

## Kết quả
Theo Ủy ban Bầu cử Trung ương, 36% cử tri đã tham gia các cuộc bầu cử sớm, cao hơn so với đợt bầu cử trước. Tỷ lệ cử tri đi bầu đạt 87% – cao nhất là vùng Vitebsk, với 91% cử tri và thấp nhất tại Minsk với 73% số cử tri.
| Ứng viên                       | Đảng                           | Số phiếu bầu | %     |
| ------------------------------ | ------------------------------ | ------------ | ----- |
| Aliaksandr Lukašenka           | Không đảng phái                | 5.095.156    | 84,09 |
| Tatsiana Karatkevich           | Phong trào Trưng cầu Ý dân     | 269.542      | 4,45  |
| Sergei Gaidukevich             | Đảng Dân chủ Tự do             | 202.325      | 3,34  |
| Nikolai Ulakhovich             | Đảng Ái quốc Belarus           | 101.990      | 1,68  |
| Loại tất cả                    | Loại tất cả                    | 390.376      | 6,44  |
| Phiếu không hợp lệ/phiếu trắng | Phiếu không hợp lệ/phiếu trắng | 43.507       | –     |
| Tổng cộng                      | Tổng cộng                      | 6.102.896    | 100   |
| Tỷ lệ cử tri đi bầu            | Tỷ lệ cử tri đi bầu            |              | 87,2  |
| Nguồn: Belta                   |                                |              |       |

## Phản ứng

### Trong nước
Chủ tịch Ủy ban Bầu cử Trung ương, bà Lidiya Yermoshina, nhận xét: "Cuộc bầu cử diễn ra trong không khí văn minh, ôn hòa và có văn hóa".
Trong khi đó lãnh đạo đối lập, các ông Anatoly Lebedko và Mikola Statkevich cho biết có quá nhiều gian lận nên họ sẽ không công nhận kết quả bầu cử. Statkevich nói: "Nếu cử tri vẫn còn bỏ phiếu cho kẻ giết người ấy thì nền dân chủ này chỉ còn là danh nghĩa". Một lãnh tụ đối lập khác Vladimir Neklyaev thậm chí còn nhận xét: "Chúng tôi không cho rằng cái trò hề mà giới hữu trách Belarus dàn dựng là một cuộc bầu cử và không công nhận nó". Về lời cảnh báo tổng thống sẽ xử lý các lãnh đạo biểu tình sau bầu cử, ông nòi: "Bạn biết đấy, điều gì đến sẽ đến".

### Quốc tế
Đức: